# Lordpresident

Vapen som används av Privy Council Office.

Lordpresident (engelska: Lord President of the Council) kallas en av Storbritanniens höga riksämbetsmän, ordförande och föredragande i kronrådet (engelska: Privy Council). 

## Bakgrund
Ämbetet blev stadigvarande 1679; dessförinnan hade oftast lordkanslern eller någon annan rådsmedlem utövat ordförandeskapet. I den mån rådets funktioner blivit övervägande formella och vikit för kabinettets, har lordpresidentens ämbete så småningom avtagit i betydelse. Undervisnings-, hälsovårds- och jordbruksärenden har efter vartannat från honom och rådet överflyttats till särskilda ämbetsverk. Numera har lordpresidenten huvudsakligen endast att leda de sällan förekommande sammanträdena i Privy Council. Han är dessutom som minister utan portfölj oftast medlem av kabinettet. Ofta förenas denna sinekur med något annat ministerämbete.

## Lordpresidenter

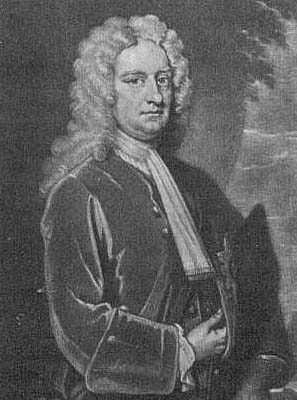
Charles Spencer, 3:e earl av Sunderland.

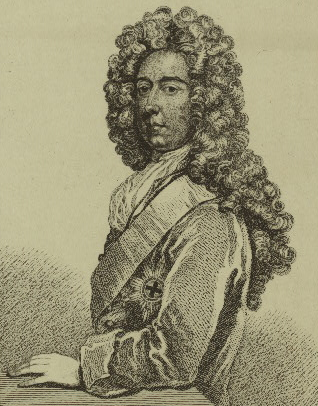
Spencer Compton, 1:e earl av Wilmington.

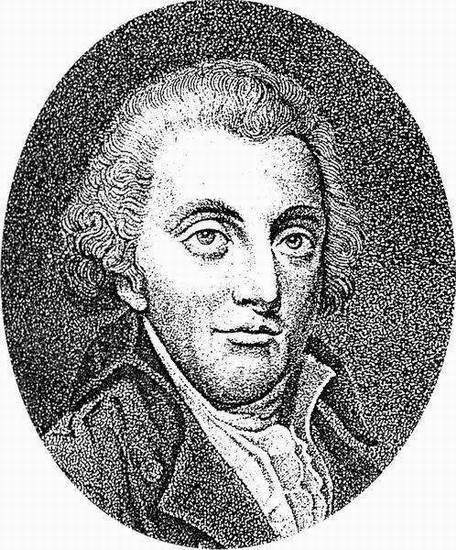
Henry Addington, 1:e viscount Sidmouth.

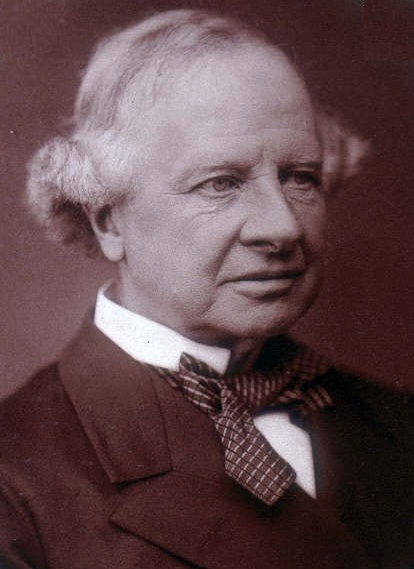
Granville George Leveson–Gower, 2:e earl Granville.

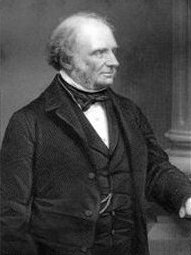
John Russell, 1:e earl Russell.

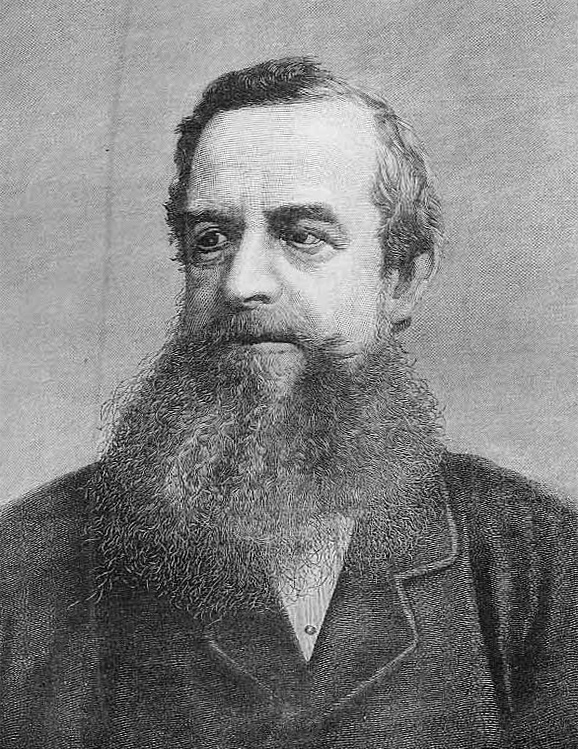
George Robinson, 1:e markis av Ripon.

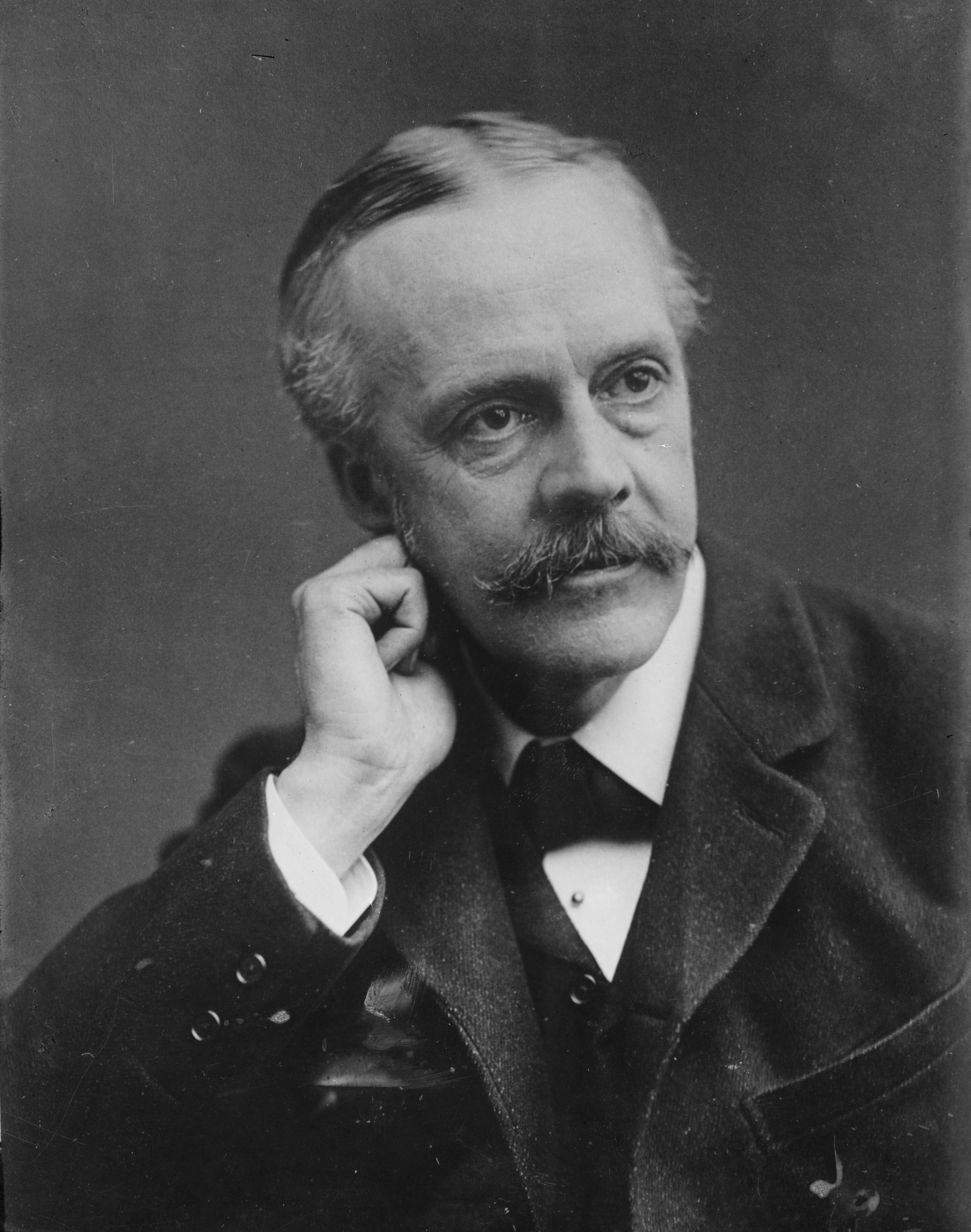
Arthur Balfour.

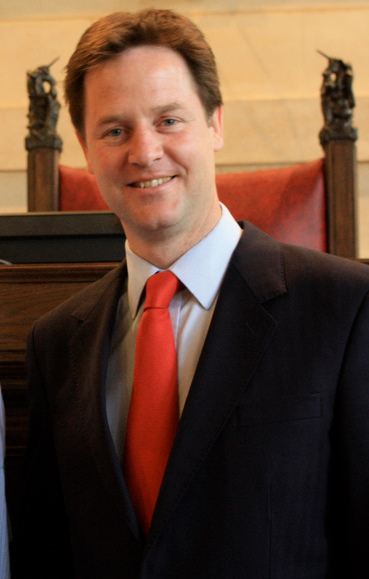
Nick Clegg.

- Anthony Ashley Cooper, 1:e earl av Shaftesbury (1679)
- John Robartes, 1:e earl av Radnor (1679–1684)
- Laurence Hyde, 1:e earl av Rochester (1684–1685)
- George Savile, 1:e markis av Halifax (1685)
- Robert Spencer, 2:e earl av Sunderland (1685–1688)[1][2]
- Richard Graham (1688–1689)
- Thomas Osborne, 1:e hertig av Leeds (1689–1699)
- Thomas Herbert, 8:e earl av Pembroke (1699–1702)
- Charles Seymour, 6:e hertig av Somerset (1702)
- Thomas Herbert, 8:e earl av Pembroke (1702–1708)
- John Somers, 1:e baron Somers (1708–1710)
- Laurence Hyde, 1:e earl av Rochester (1710–1711)
- John Sheffield, 1:e hertig av Buckingham och Normanby (1711–1714)
- Daniel Finch, 2:e earl av Nottingham (1714–1716)
- William Cavendish, 2:e hertig av Devonshire (1716–1718)
- Charles Spencer, 3:e earl av Sunderland (1718–1719)
- Evelyn Pierrepont, 1:e hertig av Kingston-upon-Hull (1719–1720)
- Charles Townshend, 2:e viscount Townshend (1720–1721)
- Henry Boyle, 1:e baron Carleton (1721–1725)
- William Cavendish, 2:e hertig av Devonshire (1725–1730)
- Thomas Trevor, 1:e baron Trevor (1730)
- Spencer Compton, 1:e earl av Wilmington (1730–1742)
- William Stanhope, 1:e earl av Harrington (1742–1745)
- Lionel Sackville, 1:e hertig av Dorset (1745–1751)
- John Carteret, 2:e earl Granville (1751–1763)
- John Russell, 4:e hertig av Bedford (1763–1765)
- Daniel Finch, 8:e earl av Winchilsea (1765–1766)
- Robert Henley, 1:e earl av Northington (1766–1767)
- Granville Leveson–Gower, 1:e markis av Stafford (1767–1779)
- Henry Bathurst, 2:e earl Bathurst (1779–1782)
- Charles Pratt, 1:e earl Camden (1782–1783)
- David Murray, 2:e earl av Mansfield (1783)
- Granville Leveson–Gower, 1:e markis av Stafford (1783–1784)
- Charles Pratt, 1:e earl Camden (1784–1794)
- William Wentworth–Fitzwilliam, 4:e earl Fitzwilliam (1794)
- David Murray, 2:e earl av Mansfield (1794–1796)
- John Pitt, 2:e earl av Chatham (1796–1801)
- William Henry Cavendish–Bentinck, 3:e hertig av Portland (1801–1805)
- Henry Addington, 1:e viscount Sidmouth (1805)
- John Pratt, 2:e earl Camden (1805–1806)
- William Wentworth-Fitzwilliam, 4:e earl Fitzwilliam (1806)
- Henry Addington, 1:e viscount Sidmouth (1806–1807)
- John Pratt, 2:e earl Camden (1807–1812)
- Henry Addington, 1:e viscount Sidmouth (1812)
- Dudley Ryder, 1:e earl av Harrowby (1812–1827)
- William Cavendish–Scott–Bentinck, 4:e hertig av Portland (1827–1828)
- Henry Bathurst, 3:e earl Bathurst (1828–1830)
- Henry Petty–Fitzmaurice, 3:e markis av Lansdowne (1830–1834)
- James St Clair-Erskine, 2:e earl av Rosslyn (1834–1835)
- Henry Petty–Fitzmaurice, 3:e markis av Lansdowne (1835–1841)
- James Stuart–Wortley, 1:e baron Wharncliffe (1841–1846)
- Walter Montagu–Douglas–Scott, 5:e hertig av Buccleuch (1846)
- Henry Petty–Fitzmaurice, 3:e markis av Lansdowne (1846–1852)
- William Lowther, 2:e earl av Lonsdale (1852)
- Granville George Leveson–Gower, 2:e earl Granville (1852–1854)
- John Russell, 1:e earl Russell (1854–1855)
- Granville George Leveson–Gower, 2:e earl Granville (1855–1858)
- James Brownlow William Gascoyne–Cecil, 2:e markis av Salisbury (1858–1859)
- Granville George Leveson–Gower, 2:e earl Granville (1859–1866)
- Richard Temple-Nugent-Brydges-Chandos-Grenville, 3:e hertig av Buckingham och Chandos (1866–1867)
- John Winston Spencer–Churchill, 7:e hertig av Marlborough (1867–1868)
- George Robinson, 1:e markis av Ripon (1868–1873)
- Henry Bruce, 1:e baron Aberdare (1873–1874)
- Charles Gordon–Lennox, 6:e hertig av Richmond och Lennox (1874–1880)
- John Spencer, 5:e earl Spencer (1880–1883)
- Chichester Parkinson-Fortescue, 1:e baron Carlingford (1883–1885)
- Gathorne Gathorne-Hardy, 1:e earl av Cranbrook (1885–1886)
- John Spencer, 5:e earl Spencer (1886)
- Gathorne Gathorne-Hardy, 1:e earl av Cranbrook (1886–1892)
- John Wodehouse, 1:e earl av Kimberley (1892–1894)
- Archibald Philip Primrose, 5:e earl av Rosebery (1894–1895)
- Spencer Cavendish, 8:e hertig av Devonshire (1895–1903)
- Charles Vane–Tempest–Stewart, 6:e markis av Londonderry (1903–1905)
- Robert Crewe-Milnes, 1:e markis av Crewe (1905–1908)
- Edward Marjoribanks, 2:e baron Tweedmouth (1908)
- Henry Hartley Fowler, 1:e viscount Wolverhampton (1908–1910)
- William Lygon, 7:e earl Beauchamp (1910)
- John Morley, 1:e viscount Morley av Blackburn (1910–1914)
- William Lygon, 7:e earl Beauchamp (1914–1915)
- Robert Crewe-Milnes, 1:e markis av Crewe (1915–1916)
- George Curzon, 1:e markis Curzon av Kedleston (1916–1919)
- Arthur James Balfour, 1:e earl av Balfour (1919–1922)
- James Gascoyne-Cecil, 4:e markis av Salisbury (1922–1924)
- Charles Cripps, 1:e baron Parmoor (1924)
- George Curzon, 1:e markis Curzon av Kedleston (1924–1925)
- Arthur James Balfour, 1:e earl av Balfour (1925–1929)
- Charles Cripps, 1:e baron Parmoor (1929–1931)
- Stanley Baldwin (1931–1935)
- Ramsay MacDonald (1935–1937)
- Edward Wood, 3:e viscount Halifax (1937–1938)
- Douglas Hogg, 1:e viscount Hailsham (1938)
- Walter Runciman, 1:e viscount Runciman av Doxford (1938–1939)
- James Stanhope, 7:e earl Stanhope (1939–1940)
- Neville Chamberlain (1940)
- John Anderson, 1:e viscount Waverley (1940–1943)
- Clement Attlee (1943–1945)
- Frederick Marquis, 1:e earl av Woolton (1945)
- Herbert Stanley Morrison (1945–1951)
- Christopher Addison, 1:e viscount Addison (1951)
- Frederick Marquis, 1:e earl av Woolton (1951–1952)
- Robert Gascoyne-Cecil, 5:e markis av Salisbury (1952–1957)
- Alec Douglas-Home (1957)
- Quintin Hogg, 2:e viscount Hailsham (1957–1959)
- Alec Douglas-Home (1959–1960)
- Quintin Hogg, 2:e viscount Hailsham (1960–1964)
- Herbert Bowden (1964–1966)
- Richard Crossman (1966–1968)
- Fred Peart, baron Peart (1968–1970)
- William Whitelaw (1970–1972)
- Robert Carr, baron Carr av Hadley (1972)
- James Prior (1972–1974)
- Edward Short (1974–1976)
- Michael Foot (1976–1979)
- Christopher Soames (1979–1981)
- Francis Pym (1981–1982)
- John Biffen (1982–1983)
- William Whitelaw, 1:e viscount Whitelaw (1983–1988)
- John Wakeham (1988–1989)
- Geoffrey Howe (1989–1990)
- John MacGregor, Baron MacGregor of Pulham Market (1990–1992)
- Tony Newton (1992–1997)
- Ann Taylor, baronessa Taylor av Bolton (1997–1998)
- Margaret Beckett (1998–2001)
- Robin Cook (2001–2003)
- John Reid, baron Reid av Cardowan (2003)
- Gareth Wyn Williams (2003)
- Valerie Ann Amos, baronessa Amos (2003–2007)
- Catherine Ashton, baronessa Ashton av Upholland (2007–2008)
- Janet Royall, baronessa Royall av Blaisdon (2008–2009)
- Peter Mandelson (2009–2010)
- Nick Clegg (2010–2015)
- Chris Grayling (2015–2016)
- David Lidington (2016–2017)
- Andrea Leadsom (2017–2019)
- Mel Stride (2019)
- Jacob Rees-Mogg (2019-2022)
- Mark Spencer (2022)
- Penny Mordaunt (2022-2024)
- Lucy Powell (2024-)